# Event Horizon, le vaisseau de l'au-delà
Pour le studio de jeu vidéo anciennement appelé Event Horizon, voir DreamForge Intertainment.
Pour plus de détails, voir Fiche technique et Distribution.
Event Horizon, le vaisseau de l’au-delà (Event Horizon) est un film américano-britannique réalisé par Paul W. S. Anderson et sorti en 1997.
À sa sortie, le film reçoit des critiques très négatives dans la presse et est un échec cuisant au box-office. Peu à peu, il devient un film culte, dont de nombreux fans demandent une version director's cut qui remédierait aux multiples coupes imposées par le studio Paramount Pictures. Malheureusement, la plupart des séquences originales ont été détruites ou sont introuvables : tout nouveau montage est donc impossible.
En 2047, les astronautes du vaisseau USAC Lewis and Clark embarquent le physicien William Weir dans le but de récupérer l’épave du vaisseau que ce dernier a conçu, l’Event Horizon, qui est censé pouvoir se déplacer plus vite que la lumière et qui a mystérieusement disparu sept ans plus tôt, lors d'une mission vers Proxima du Centaure. L’Event Horizon, tout aussi mystérieusement, réapparaît dans les parages de Neptune. Peu à peu, les membres de l’équipage commencent à avoir des visions cauchemardesques. D’où ce vaisseau est-il revenu ?

## Synopsis
En 2015, la première colonie permanente s'établit sur la Lune. En 2032, une mine est exploitée sur Mars. En 2040, le vaisseau de recherches interplanétaires l'Event Horizon part explorer les limites du système solaire. Il disparaît sans laisser de traces au-delà de la huitième planète, Neptune. C'est la plus grande catastrophe spatiale jamais enregistrée. Aujourd'hui, en 2047, alors qu'il émerge d'un cauchemar dans sa cabine de la station spatiale en orbite autour de la Terre, le Docteur Weir est appelé à bord du vaisseau de recherches et de sauvetage Lewis and Clark, dont les membres ont été réquisitionnés pour une mission top-secrète. L'annonce de cette nouvelle mission jette un froid parmi l'équipage du Lewis and Clark, qui devait être en permission. Sans attendre, le vaisseau — placé sous le commandement du capitaine Miller — met le cap sur Neptune. Alors qu'ils sont en stase dans les cabines d'immersion qui leur permettent d'encaisser l'accélération, le Docteur Weir est réveillé par une voix familière qui l'appelle. Quittant sa cabine il se rend compte que la voix qu'il entend n'est autre que celle de sa femme, Claire, qui s'est suicidée quelque temps auparavant. L'apparition se transforme rapidement en vision cauchemardesque et c'est bien d'un cauchemar que le docteur Weir émerge, dans sa cabine, lorsque le Lewis and Clark arrive à destination près de Neptune au terme de 56 jours de voyage. À cette arrivée, un tour de table est organisé par le capitaine Miller, et le docteur Weir révèle à l'équipage le but de leur mission, qui est classé top-secret par la NSA.
Le CAA (Commandement Aérospatial Américain) a intercepté dans l'espace un message radio provenant d'un corps en orbite autour de Neptune. La fréquence d'émission du message s'est révélé être celle de l'Event Horizon. Officiellement, il s'agissait d'un vaisseau de recherches interplanétaires qui a eu un ennui de réacteur et qui a explosé, mais officieusement, il faisait partie d'un projet gouvernemental secret de vaisseau spatial capable d'aller plus vite que la lumière. Ce vaisseau est capable de créer un passage dimensionnel afin de lui permettre de sauter instantanément d'un point de l'Univers à un autre à des années-lumière. Grâce au passage dimensionnel, la distance la plus courte entre deux points de l'espace-temps est zéro. Ce passage créé une courbure spatiale de sorte que le point A et B coexistent dans le même espace-temps. Ensuite, après que le vaisseau traverse le passage, l'espace revient à la normale. C'est ce que le docteur nomme le flux gravitationnel. Ce dernier explique que l'équipage de l'Event Horizon avait activé le flux gravitationnel pour ouvrir le passage vers Proxima Centauri et soudain le vaisseau et son équipage avaient disparu. Le docteur fait écouter à l'équipage le message que le satellite de poursuite et de relais de données du CAA a intercepté. Le message est lugubre et mystérieux, dans lequel le médecin du Lewis and Clark, D.J., identifie une phrase en latin répétée parmi des gémissements : « Liberate me » (« Sauvez-moi »).
Après un abordage difficile sur le dock 13 de l’Event Horizon, un groupe d'éclaireurs du Lewis and Clark pénètre à l'intérieur de l'étrange vaisseau fantôme. Les découvertes macabres s'enchainent pour ceux qui ont pénétré à bord et le premier incident survient alors qu'un membre de l'équipe, Justin, pénètre dans la salle du réacteur gravitationnel, le cœur du vaisseau. Sans raison apparente, un passage sombre apparaît dans le réacteur et Justin est happé à l'intérieur. Aussitôt, une onde gravitationnelle émerge du cœur et endommage très sérieusement le Lewis and Clark, ouvrant une brèche qui entraine sa dépressurisation. Désormais inhabitable, les autres membres de l'équipage qui n'étaient pas montés à bord de l'Event Horizon n'ont d'autres choix que de rejoindre leurs compagnons. Aidé par Cooper, le spécialiste sauvetage, Justin émerge finalement du passage sombre mais revient complètement catatonique. L'équipe au complet dans le vaisseau fantôme n'a alors plus que 20 heures avant que le taux de CO2 devienne toxique. Cooper explique ce qu'il a vu au Capitaine Miller et au Docteur Weir lorsqu'il a secouru Justin. Mais le Docteur n'y croit pas, car il assure que le passage ne peut s'ouvrir tout seul tant que le flux gravitationnel n'est pas activé. Le récit de Cooper aussi extravagant qu'il puisse paraître est suffisant pour convaincre le Capitaine. Ce dernier demande alors au Docteur ce qu'il y a dans le cœur.
Dans la salle du réacteur, le Docteur explique le fonctionnement du cœur. Les trois anneaux magnétiques qui entourent le cœur créaient quand ils s'alignent un trou noir artificiel qui permet au vaisseau de se retrouver en n'importe quel point de l'espace. Grâce à cela, contrairement aux autres vaisseaux, qui mettraient un millier d'années pour atteindre l'étoile la plus proche du système solaire, il ne faudrait qu'une journée pour l'Event Horizon. Ne voulant pas prendre d'autres risques, le Capitaine décide de faire isoler la zone du cœur du vaisseau avec interdiction d'accès. Bien que visiblement contrarié par une telle décision, le Docteur ne peut que s'y soumettre.
La vidéo du journal de bord de l'ancien équipage de l'Event Horizon est retrouvée mais se brouille dès le franchissement du passage. Alors que l'équipage du Lewis and Clark tente de comprendre ce qu'il est arrivé à celui de l'Event Horizon, 7 ans auparavant, des apparitions se manifestent peu à peu aux membres de l'équipage prenant chaque fois la forme de ce qui fait le plus souffrir la personne qu'elles visent. Le Docteur Peters voit ainsi son fils Denny mutilé, Weir revoit lui le suicide de sa femme en direct, Miller lui voit surgir un homme en feu qui est en fait le jeune maitre d'équipage Edward Corrick qu'il a dû abandonner à la mort par le passé. La situation change radicalement quand de façon inexpliquée le cœur du vaisseau s'active de nouveau et que Justin à nouveau conscient mais sous l'emprise d'une sorte d'hypnose s'enferme dans le sas de décompression pour s'éjecter sans combinaison dans l'espace. Murmurant de terrifiantes paroles à propos « des ténèbres en lui », il enclenche finalement le mécanisme d'ouverture. La décompression lui fait reprendre ses esprits trop tard et il est très grièvement blessé avant d'être ramené dans le vaisseau grâce au courage de Miller, où il est placé en stase.
L'heure est aux explications mais aussi suspect qu'il puisse être, Weir prétend n'avoir aucune explication plausible à fournir, tout juste s'agit-il à nouveau selon lui d'hallucinations collectives. D. J précise ensuite au Capitaine Miller que la voix du message disait en fait : « liberate tutemet ex inferis », ce qui donne « sauvez-vous de l'enfer ». Puis une partie du journal de bord est finalement décodée par l'ordinateur de l'Event Horizon, elle montre que dès que le passage a été franchi, le 23 janvier 2040, les membres de l'équipage précédent furent subitement plongés dans une scène atroce où sous l'emprise d'une incroyable folie meurtrière ils se mutilent et s'entretuent ; l'ancien Capitaine lançant alors la phrase précédemment captée. Pour le capitaine Miller, lui-même victime d'une des « hallucinations » de Weir, le doute n'est plus permis, le vaisseau étant trop dangereux il faudra le saborder et tenter leur chance sur le Lewis and Clark une fois la brèche colmatée. Pendant que les autres membres d'équipage se dépêchent de récupérer les purificateurs d'air dans la salle du réacteur, Peters est attirée par une nouvelle apparition de son fils qui la mène jusqu'à un puits de maintenance en hauteur et la fait finalement s'écraser au sol. Alors qu'il rentre dans la salle du réacteur, Weir est possédé par une sorte de présence, et, sous le coup d'une nouvelle apparition de sa femme, il se crève brutalement les yeux.
Sur le Lewis and Clark, Smith qui avait commencé à repressuriser l'intérieur du vaisseau voit tout d'un coup le Docteur Weir quitter hâtivement le vaisseau. Prévenu par le Capitaine Miller de la disparition d'une des charges du couloir de l'Event Horizon, il découvre rapidement que Weir a placé la charge à l'intérieur du Lewis and Clark. Mais c'est trop tard, il ne reste que quelques secondes de compte à rebours. Le vaisseau est pulvérisé et Cooper qui se trouvait alors sur la coque est propulsé dans l'espace sur un morceau de l'épave. Désormais prisonniers du vaisseau maudit, les survivants s'activent à retrouver Weir pour l'arrêter. Le Capitaine Miller prévient D.J. le médecin, que c'est Weir qui a provoqué l'explosion, mais immédiatement après, Weir bat D.J. avec une force surhumaine et le mutile vivant en l'accrochant au plafond et l'éviscère. En découvrant cette scène d'horreur, le Capitaine Miller s'empare d'un pistolet pneumatique afin de tuer Weir. Mais alors qu'il est avec Starck dans le poste de pilotage, Weir se révèle à eux. Défiguré et lacéré, il leur explique tout en activant le flux gravitationnel sur un compte à rebours de 10 minutes, qu'il a créé l'Event Horizon pour atteindre les étoiles, mais que son vaisseau est allé beaucoup plus loin encore : il a creusé un trou dans notre univers et il a ouvert un passage dans une autre dimension… « Une dimension de pur chaos, où dominent les forces du mal. » Quand il est passé de l'autre côté ce n'était qu'un vaisseau, mais en rentrant, il était vivant !
Alors que Starck tente d'arrêter Weir, celui-ci faisant preuve d'une force surhumaine la propulse contre un des panneaux et fait usage du pistolet pneumatique qu'il a subtilisé au capitaine contre Cooper qui de l'extérieur est sur le point de rejoindre l'Event Horizon. La baie du poste de pilotage étant percée, Weir est propulsé dans l'espace. Starck essayant d'échapper au souffle de l'air, elle est sauvée par le capitaine Miller qui refuse de l'abandonner à son triste sort. Starck et le capitaine récupèrent Cooper par une entrée du vaisseau, et projettent d'utiliser l'avant de l'Event Horizon pour le retour vers la Terre, avant la fin du compte à rebours.
Le capitaine missionne Cooper d'envoyer le message de détresse et à Starck de mettre en fonction les cabines de biostase. Mais juste après l'envoi du message, la partie avant du vaisseau commence littéralement à saigner et ce sont des torrents de sang qui submergent Starck et Cooper. Starck, terrifiée, contacte le Capitaine Miller qui s'apprête à faire détoner les charges permettant à l'avant de l'Event Horizon de devenir un module de survie. Mais immédiatement après, Corrick l'homme en feu, lui réapparait de nouveau et le force à aller dans la salle du réacteur, où il est fait prisonnier. L'apparition de Corrick se transforme en un docteur Weir scarifié, qui torture mentalement Miller en lui faisant entrevoir les horreurs qui attendent ce qui reste de l'équipage de l'autre côté du passage. Dans un ultime sacrifice, le capitaine fait finalement sauter le couloir central entre les deux modules du vaisseau avec une télécommande, alors que le compte à rebours est achevé et que le passage s'ouvre à nouveau. Cooper et Starck ont alors le temps de voir le module où se trouve le réacteur disparaitre dans le passage dimensionnel, emportant le docteur Weir et le capitaine Miller. 72 jours plus tard, l'équipe de sauvetage récupère les caissons de stase de Starck, Cooper et Justin… Mais ils ne sortent pas indemnes de leurs aventures, la vision du docteur Weir scarifié apparaît à Starck à la place du sauveteur qui l'a ranimée…

## Fiche technique
- Titre original : Event Horizon
- Titre français : Event Horizon, le vaisseau de l’au-delà
- Titre de travail : The Stars My Destination[1]
- Réalisation : Paul W. S. Anderson
- Scénario : Philip Eisner (en)
- Musique : Michael Kamen
- Décors : Joseph Bennett
- Costumes : John Mollo
- Photographie : Adrian Biddle
- Montage : Martin Hunter
- Production : Jeremy Bolt (en), Nick Gillott, Lawrence Gordon, Sarah Isherwood et Lloyd Levin
- Sociétés de production : Impact Pictures et Paramount Pictures
- Société de distribution : Paramount Pictures (États-Unis) et UIP (Royaume-Uni et France)
- Budget : entre 60 et 70 millions de dollars[3],[4]
- Pays d’origine :  Royaume-Uni,  États-Unis
- Langue originale : anglais
- Format : couleur - 2,35:1 - DTS / Dolby Digital - 35 mm
- Genre : science-fiction, horreur, thriller
- Durée : 96 minutes
- Dates de sortie [5]:
  - États-Unis et Canada : 15 août 1997
  - Royaume-Uni : 22 août 1997
  - Suisse romande : 21 janvier 1998
  - Belgique, France : 6 mai 1998
- Classification :
  - États-Unis : R (Restricted)[6]
  - Royaume-Uni : interdit aux moins de 18 ans[7]
  - France : interdit aux moins de 12 ans[8]

## Distribution
- Laurence Fishburne : (VF : Thierry Desroses; VQ : Guy Nadon) : le capitaine Miller
- Sam Neill : (VF : Hervé Bellon; VQ : Mario Desmarais) : le docteur William Weir
- Kathleen Quinlan (VF : Laure Sabardin; VQ : Élizabeth Lesieur) : Peters
- Joely Richardson (VF : Catherine Privat; VQ : Geneviève De Rocray) : le Lieutenant Starck
- Richard T. Jones : (VF : Serge Faliu; VQ : François L'Écuyer) : Cooper
- Jack Noseworthy (VF : Ludovic Baugin; VQ : Alain Zouvi) : Justin
- Jason Isaacs (VF : Jean-François Aupied; VQ : Denis Mercier) : le médecin D. J.
- Sean Pertwee (VF : Marc Perez; VQ : Sébastien Dhavernas) : Smith
- Peter Marinker (ro) (VF : José Luccioni; VQ : Vincent Davy) : le Capitaine John Kilpack
- Holley Chant (VQ : Hélène Mondoux) : Claire
- Barclay Wright (VQ : Nicolas Charbonneaux-Collombet) : Denny Peters
- Noah Huntley (VQ : Patrice Dubois) : l’homme en feu / Edward Corrick

## Production

### Genèse et développement
Après le succès commercial de Mortal Kombat (1995), Paul W. S. Anderson reçoit de nombreuses propositions de films. Il refuse tout d’abord la suite de Mortal Kombat, Mortal Kombat : Destruction finale (1997), The X-Files, le film, Alien, la résurrection ou encore X-Men (2000),. Il refuse principalement car il veut faire quelque chose de mature, violent et veut faire un film d'horreur classé R et non un PG-13 comme Mortal Kombat,. Paramount Pictures lui envoie alors un script de Philip Eisner (en), qui est alors en développement avec les producteurs Lawrence Gordon et Lloyd Levin. Selon le scénariste, son idée de départ est de faire une intrigue de « maison hantée dans l'espace », ce qui séduit d'emblée les producteurs. Quand Paul W. S. Anderson découvre le script, il le trouve trop proche de celui du film Alien (1979). Son producteur et collaborateur Jeremy Bolt (en) pense cependant qu'il y a un très bon potentiel, même si l'intrigue est très dense et parfois trop floue. Ne voulant pas copier le film de Ridley Scott, Paul W. S. Anderson demande des réécritures. Voulant accentuer l'aspect « maison hantée dans l'espace », il souhaite s'inspirer de films du genre comme La Maison du diable (1963) de Robert Wise ou The Shining (1980) de Stanley Kubrick. Il explique vouloir y ajouter des éléments sur l'enfer avec l'idée d'un vaisseau spatial possédé par des forces maléfiques. Andrew Kevin Walker participe, de manière non créditée, à certaines réécritures.
De son côté, le scénariste Philip Eisner (en) révèlera plus tard que l'une de ses influences est le jeu de figurines Warhammer 40,000,.
Pour certains décors et visuels, Paul W. S. Anderson s'inspire de certains peintres de la Renaissance comme Jérôme Bosch et Pieter Brueghel. Clive Barker et son film Le Pacte seront également des sources d'influences. Clive Barker sera consulté plusieurs fois durant la préproduction.

### Attribution des rôles
Les acteurs Scott Glenn et Bill Pullman ont refusé le rôle du Dr William Weir. Arnold Schwarzenegger, Tommy Lee Jones ou encore Bruce Willis ont été envisagés pour incarner le capitaine Miller. Jeremy Irons et Amy Brenneman ont également été sollicités pour jouer dans le film.
Sean Pertwee et Jason Isaacs avaient déjà tourné sous la direction de Paul W. S. Anderson dans le tout premier long métrage de ce dernier, Shopping.

### Tournage
Le tournage a lieu du 18 novembre 1996 au 14 mars 1997. Il se déroule en Angleterre sur plusieurs plateaux des Pinewood Studios et notamment sur le plateau 007,.

## Postproduction

### Musique
Pour la musique du film, Paul W. S. Anderson, fan de musique électronique, voulait initialement le duo britannique Orbital, pour qu'il amène une atmosphère de synthétiseurs. Mais le studio lui impose un compositeur plus classique, Michael Kamen. Le réalisateur a alors l'idée de « marier » les deux univers.
La musique est interprétée par le London Metropolitan Orchestra. L'album Event Horizon: Music from and Inspired by the Film sort en octobre 1997.
L'album est constitué de quatre longues pistes, contenant chacune plusieurs morceaux, et décrivant chacune une partie du trou de ver. Dans le film, on peut également entendre la chanson Funky Shit de The Prodigy.
Liste des titres
1. The Forward Decks (14:01)
Lewis & Clark 2:53
Neptune 1:12
Claire 0:51
First Containment 1:35
Core 0:26
Metal 3:16
Second Containment 1:24
Airlock 2:19
2. The Main Access Corridor (12:04)
Singularity 1:12
Ducts 2:08
Turbulence 3:04
Medical 3:49
Gravity Drive 1:47
3. Engineering (13:24)
Tomb 2:12
Blood 2:53
Countdown 0:55
Outer Door 1:55
Bio Scan 5:25
4. The Event Horizon (4:57)
Weir 1:51
Event Horizon 3:05

### Montage et potentielle versiondirector's cut
Le montage initial voulu par Paul W.S. Anderson dure près de 130 minutes. Mais les spectateurs de projections test et le studio trouvent le film trop violent. Alors que la MPAA annonce un classement NC-17, la Paramount lui demande donc de couper 30 minutes et d'atténuer la violence graphique, une décision que le réalisateur dira regretter.
En 2012, il est révélé qu'une VHS du premier montage a été redécouverte. Avec son partenaire d'Impact Pictures, Jeremy Bolt, Paul W. S. Anderson tente à plusieurs reprises de retrouver les pellicules du film pour pouvoir monter une version director's cut. Certaines archives sont retrouvées, dont certaines scènes figureront sur un DVD collector du film. Cette volonté s'accroît avec le statut de film culte que Event Horizon acquiert au fil du temps et de son succès en DVD. En 2017, le réalisateur explique cependant en interview que les images sont trop mauvaises et insuffisantes pour être exploitées et qu'une version director's cut est ainsi inenvisageable.

## Accueil

### Critique
Le film reçoit des critiques globalement négatives. Sur l'agrégateur américain Rotten Tomatoes, il récolte 28 % d'opinions favorables pour 78 critiques et une note moyenne de 4,9⁄10. Le site résume ainsi le consensus des critiques : « Malgré un début solide, qui promet des frissons de science-fiction, Event Horizon se transforme rapidement en un exercice de style au détriment du contenu, dont les effets tape-à-l'œil et le gore gratuit ne parviennent pas à masquer le recours excessif aux clichés de l'horreur. » Sur Metacritic, il obtient une note moyenne de 35⁄100 pour 20 critiques.

### Box-office
Le film est un échec au box-office. Il ne récolte que 47 millions de dollars dans le monde, pour un budget estimé entre 60 et 70 millions de dollars,.
| Pays ou région    | Box-office      | Date d'arrêt du box-office | Nombre de semaines |
| ----------------- | --------------- | -------------------------- | ------------------ |
| États-Unis Canada | 26 673 242 $    | -                          | -                  |
| France            | 185 182 entrées |                            | -                  |
| Total mondial     | 47 173 242 $    | -                          | -                  |

## Distinctions
Le film obtient le prix du public du festival international du film fantastique de Bruxelles en 1998.
- Nomination au prix du meilleur film aux International Horror Guild Awards 1998. Sam Neill obtient quant à lui une nomination dans la catégorie meilleur acteur aux Fangoria Chainsaw Awards 1998[23].

## Commentaires
Le nom du vaisseau est une référence au concept d'horizon des évènements (event horizon en anglais), zone entourant un trou noir et au delà de laquelle plus rien, ni matière ni lumière, ne peut échapper au trou noir ni être observé.
Le film influencera des jeux vidéo comme Dead Space (2008) et Doom 3 (2004).